# Coral de São Domingos
O Coral de São Domingos é um coral de Portugal que foi fundado em 1987, em Montemor-o-Novo, por João Luís Nabo.

## Histórico
•Janeiro de 1987 - Fundação do Coral de S. Domingos por João Luís Nabo;
•Digressões: Bélgica (1992); Itália (1993); Espanha (1993, 1994, 1996, 1998 1999, 2000 e 2005) França (1996 e 2004); Bulgária (1998); Madeira (1999); Polónia (2000) e Suécia (2001);
•Abril de 1995- Participação nos “31ères Rencontres Chorales Internationales de Montreux” (Suíça), um dos mais prestigiados e aplaudidos concursos de música coral a nível europeu e mundial;
•Recebeu em Montemor corais vindos da Bélgica, Itália, Espanha, Bulgária, Madeira, Polónia, Suécia, França e Brasil;
•Gravou, a convite da Editora Strauss, SA, de Lisboa- “Da Pacem Domine” (1996), “Mare Fatum Est” (1998) e “Viagens” (2001); 
•Programas de Rádio e Televisão: RDP Internacional (1992); Concerto de Natal, transmitido em directo, pela RDP 1 e RDP Internacional, a partir da Igreja da Misericórdia, em Montemor-o-Novo (1996); programa “Natal dos Hospitais”, na RTP Canal 1 (1992 e 1996); participação em directo no Programa Praça da Alegria, da RTP1 (1996), no “Jardim das Estrelas”- RTP (1999) e no “Amigo Público” RTP (2000); Missa de Inauguração do Monumento ao Bombeiro, em Montemor-o-Novo, transmitida pela TVI (2005);
•Participou no I e II Cursos de Técnica Vocal, orientados pela Prof. Maria João Serrão (2000, 2001 e 2002) e no III Curso de Técnica Vocal da responsabilidade de Sara Belo e Hugo Sovelas (2006);
•	Em Fevereiro de 2002, o Coral de S. Domingos e a pianista Maria João Pires foram propostos como candidatos portugueses ao Prémio da UNESCO e do International Music Council.
•	Março de 2003 e Maio de 2004  - participou na I e II Feiras Medievais de Montemor-o-Novo;
•	Organizou, de 1999 a 2003, no mês de Outubro, em parceria com a Câmara Municipal de Montemor, as Musicalidades, uma iniciativa no âmbito da música clássica;
•	Em Junho de 2004, recebeu o Diploma de Mérito Cultural atribuído pelo Centro Cultural Recreativo e Popular 1.º de Maio, de S. Geraldo (Montemor-o-Novo).
•	Julho de 2004 – apresentação, em estreia mundial, na cidade de Montemor-o-Novo, da peça Noise of Waters do compositor norte-americano Jonathan Adams;
•	Em Abril de 2005 a música Señor me cansa la vida, do compositor espanhol Juan-Alfonso Garcia, interpretada pelo Coral de S. Domingos no álbum Viagens, é escolhida pelo realizador escocês Lee Hutcheon para integrar a banda sonora do filme In a man’s world.
•	Em Abril de 2007, é novamente seleccionado para participar, desta vez, na 43.ª edição do Montreux Choral Festival.
•	A convite do coreógrafo Rui Horta, actuou, em Fevereiro de 2009, no Convento da Saudação, em Montemor-o-Novo, durante a visita do Presidente da República, Aníbal Cavaco Silva, ao Espaço do Tempo.
•	Gravou, com a empresa Rec & Play, o seu quarto álbum, À Margem, lançado em Outubro de 2009; 
•	Tem participado em dezenas de Encontros de Coros e Festivais um pouco por todo o país;
•	Colabora regularmente com a Delegação de Évora do Inatel;. 
•	Participou com a Orquestra da Escola de Música de Évora em variados concertos, interpretando conjuntamente obras de Verdi, Mozart, Saint-Säens e Carl Orff.
•	Participou no concerto Brindemos à Ópera, com Orquestra Sinfónica Ginásio Ópera de Lisboa, sob a direcção de Kodo Yamagashi e com os solistas Ana Paula Russo, Larissa Savchenko, João Rodrigues e Diogo Oliveira. Interpretou obras de Verdi e Bizet;
•	Promove, anualmente, o Encontro de Coros da Cidade, o Concerto de Aniversário, o Concerto de Outono e os Cantares ao Menino em colaboração com a Câmara Municipal de Montemor-o-Novo; 
•	Promoveu, no decorrer do ano de 2012, as Vocalidades 2012, ciclo de concertos comemorativo dos 25 anos de existência do grupo;
•	Do seu extenso reportório fazem parte peças populares e eruditas, de origem sacra e profana, tantos nacionais como estrangeiras, das mais diversas épocas e escolas;
•	Os 40 cantores que dão corpo e voz ao Coral de S. Domingos, são todos naturais de Montemor-o-Novo e, embora tenham seguido as mais diversas profissões, continuam a encontrar no grupo a que pertencem mais uma forma de realização pessoal e colectiva.
•	O Primeiro-ministro português António Guterres declarou o Coral de S. Domingos Instituição de Utilidade Pública, por despacho de 27 de Setembro de 2000.

## Discografia
- Da Pacem Domine (1996)
- Mare Fatum Est (1998)
- Viagens (2001)
- À Margem (2009)